# Onthophagus surdus
Onthophagus surdus är en skalbaggsart som beskrevs av Antoine Boucomont 1925. Onthophagus surdus ingår i släktet Onthophagus och familjen bladhorningar. Inga underarter finns listade i Catalogue of Life.